# Бяла (гмина, Велюньский повет)
Бяла (пол. Biała) — сельская гмина (волость) в Польше, входит как административная единица в Велюньский повет, Лодзинское воеводство. Население — 5498 человек (на 2004 год).

## Сельские округа
1. Бяла-Друга
2. Бяла-Копец
3. Бяла-Парцеля
4. Бяла-Первша
5. Бяла-Жондова
6. Бжоза
7. Яновец
8. Копыдлув
9. Лыскорня
10. Млыниско
11. Нарамице
12. Радомина
13. Росош
14. Смехень
15. Викторув
16. Заблоце

## Соседние гмины
1. Гмина Чарножылы
2. Гмина Частары
3. Гмина Лютутув
4. Гмина Лубнице
5. Гмина Скомлин
6. Гмина Сокольники
7. Гмина Велюнь